# Пражки лингвистичен кръжок
Пражкият лингвистичен кръжок (на чешки: Pražský lingvistický kroužek, съкращавано като PLK) е влиятелна група от литературни критици и лингвисти в Прага през периода 1926 – 1945 г.
Участниците в кръжока развиват методи на структурален литературен анализ. Кръжокът има значително продължително влияние върху лингвистиката и семиотиката.
Основател е Вилем Матезиус – лингвист и литературен историк в Карловия университет в Прага, който създава Кръжока заедно с група млади учени – Бохумил Трънка, Роман Якобсон, Сергей Карцевски и Бохуслав Хавранек. Първото заседание е през октомври 1926 г. в Семинара по англицистика на Карловия университет.

## Най-видни представители
- Вилем Матезиус – председател
- Роман Якобсон – заместник-председател
- Йозеф Вахек
- Сергей Карцевски
- Ян Мукаржовски
- Бохумил Трънка
- Владимир Скаличка
- Франтишек Травничек
- Николай Трубецкой
- Бохуслав Хавранек